# Monomorium minimum
Monomorium minimum (loài kiến đen nhỏ) là một loài kiến có nguồn gốc từ Bắc Mỹ. Nó có màu đen sáng bóng, con thợ dài khoảng 1 đến 2 mm và con chúa dài từ 4 đến 5 mm. Nó là một loài đơn hình, chỉ có một đẳng cấp là kiến thợ và con cái (chúa), nghĩa là một tổ có thể có nhiều hơn một con kiến chúa. Một tổ thường có kích thước vừa phải chỉ với vài nghìn con thợ.
Monomorium minimum là những con kiến thu lượm, chúng ăn bất cứ thứ gì từ phân chim đến côn trùng chết. Chúng là loài săn mồi của ấu trùng bướm đêm, và cũng của Hyphantria cunea. Kiến thợ có thể tìm thức ăn trong nhà của các hộ gia đình, nhưng làm tổ thì làm trong các gò đất. Nó cũng có xu hướng rệp như rệp đậu tương (Aphis glycines), thu hoạch mật ong.
Vào giữa mùa hè, con chúa và con đực thực hiện chuyến bay bên ngoài, giao phối giữa không trung. Những con đực chết ngay sau đó. Mỗi con chúa xây dựng một tổ mới, rụng cánh và đẻ trứng. Sự phát triển từ trứng đến kiến trưởng thành mất khoảng một tháng.
Trong một phòng thí nghiệm, kiến chúa được tìm thấy sống khoảng một năm và kiến thợ khoảng bốn tháng.